# ムグウイリザノ連合
ムグウイリザノ連合（ムグウイリザノれんごう、Mgwirizano Coalition）は、マラウイの政党連合である。2004年の5月20日の選挙において、この連合は194議席中の27議席を獲得した。なお、結成時の代表者はGwanda Chakuambaであり、大統領選挙では80万票を獲得したが、大統領に当選したのは110万票を獲得した統一民主戦線 (マラウイ)のビング・ワ・ムタリカであった。
2004年時に、ムグウイリザノ連合に加わっていた党は以下の通りである。
- マラウイ民主党 (Malawi Democratic Party)
- マラウイ統一開発フォーラム (Malawi Forum for Unity and Development、MAFUNDE)
- 真正民主変革運動 (Movement for Genuine Democratic Change)
- 国民統一党 (National Unity Party)
- 人民進歩運動 (People's Progressive Movement)
- 人民変革党 (People's Transformation Party、PETRA)
- 共和党 (Republican Party)